# Кутлубицкий, Николай Николаевич
Николай Николаевич Кутлубицкий (1808-1874) — полковник, действительный статский советник, предводитель дворянства Нижегородской губернии.
Из дворян Кутлубицких Нижегородской губернии.

## Биография
Православный. Получил хорошее домашнее образование. Определением дворянского собрания внесён в VI часть дворянской родословной книги (02 декабря 1824). В службу вступил рядовым в лейб-гвардейский Конно-Егерьский, позже переименованный в драгунский полк (01 февраля 1825). Произведён в прапорщики (06 декабря 1828), поручик (04 августа 1831), штабс-капитан (01 января 1838), капитан (06 декабря 1840). Участвовал в русско-турецкой компании (1824), по усмирению польских мятежников (1831). За смотры, манёвры и учения производимых в присутствии императора Николая I Павловича удостоился получить 17 Высочайших благоволений, объявленных в приказах (1829, 1830, 1832, 1833). Ежегодно командирован для покупки в полк лошадей (1834—1842), за что получил Высочайшее благоволение (1836). Уволен от военной службы по болезни (06 февраля 1843) с чином — полковник.
Избран и Высочайше утверждён в должности губернского предводителя дворянства (01 января 1855—1858). За принятие должных мер к скорейшему и полному удовлетворению военным снаряжением и обмундированием ополчения объявлено Высочайшее благоволение (17 марта 1855). Пожалован в действительные статские советники с правом носить мундир военного ведомства, полученный при увольнении (26 августа 1856). Принимал активное участие в сборе с дворянских имений средств на содержание Мариинского института (1857).
Владел в Нижегородской губернии 364 крепостными крестьянами.
Скончался († 01 июня 1874).

## Награды
- Орден Святой Анны 4-й степени с надписью на сабле “За храбрость”.

- Орден Святой Анны 3-й степени с бантом.

- Орден Святого Владимира 4-й степени с бантом.